# Иванка Колева
Иванка Колева е българска лекоатлетка с увреждания, състезаваща се основно в дисциплините хвърляне на диск, тласкане на гюле и хвърляне на копие. Най-големия си успех постига на параолимпийските игри в Сидни през 2000 година където печели златен медал в тласкането на гюле. Представлява България на четири олимпиади – от 2000-та година до 2012. Световен параолимпийски шампион в хвърлянето на диск през 1994 година. На параолимпийските игри в Пекин през 2008 година участва в силовия трибой.
Колева е родена в Чирпан през 1986 година. По време на бременноста на майка ѝ, тя приема лекарство за бъбреците си, което оказва негативно влияние върху плода. Това води до проблеми с краката на Колева, които са ампутирани, когато тя е на 6-годишна възраст.
Започва да тренира спорт за хора с увреждания случайно през 1985 година в Стара Загора. 

## Успехи
- Златен олимпийски медалист от Летни параолимпийски игри 2000
- Световен шампион в хвърлянето на диск през 1994 година в Берлин
- Сребърен медалист от световното първенство в Бирмингам през 1998 година в тласкането на гюле
- Бронзов медалист в хвърлянето на копие от световното първенство в Берлин през 1994 година
- Европейски шампион в тласкането на гюле от първенството в Гросето през 2016 година
- Сребърен медалист в хвърлянето на диск от европейското първенство в Гросето през 2016 година